# Раздельное (Львовская область)
Раздельное (укр. Роздільне) — село в Рудковской городской общине Самборского района Львовской области Украины.
Население по переписи 2001 года составляло 437 человек. Занимает площадь 0,758 км². Почтовый индекс — 81432. Телефонный код — 3236.

## История
В 1946 г. указом ПВС УССР село Разделовичи переименовано в Раздельное.